# Galo Legarda
Galo Legarda – ekwadorski zapaśnik walczący w obu stylach. Zajął czwarte miejsce na igrzyskach panamerykańskich w 1987, piąte w 1971. Czwarty na mistrzostwach panamerykańskich w 1987. Zdobył dwa medale na igrzyskach Ameryki Południowej w 1986. Pięciokrotny medalista igrzysk boliwaryjskich, złoty w 1985 roku.